# Hrabstwo Lauderdale (Alabama)

Piramida wieku hrabstwa

Lauderdale – hrabstwo w stanie Alabama w USA. Populacja liczy 92 709 mieszkańców (stan według spisu z 2010 roku).
Powierzchnia hrabstwa to 1862 km² (w tym 128 km² stanowią wody). Gęstość zaludnienia wynosi 53,4 osób/km².

## Miejscowości
- Anderson
- Florence
- Killen
- Lexington
- Rogersville
- St. Florian
- Underwood-Petersville (CDP)
- Waterloo